# Codex Claromontanus
Codex Claromontanus (означаван са  или 06 (Gregory-Aland) је рукопис Новог завета, написан на грчком и латинском језику, а датира са почетка 6. века. Овај рукопис западног типа је написан на пергаменту, димензија 26×21,5 cm.

## Опис
Рукопис садржи Посланице апостола Павла.
Кодекс се чува у Националној библиотеци Француске (Gr. 107) у Паризу.